# Ábaco (arquitetura)

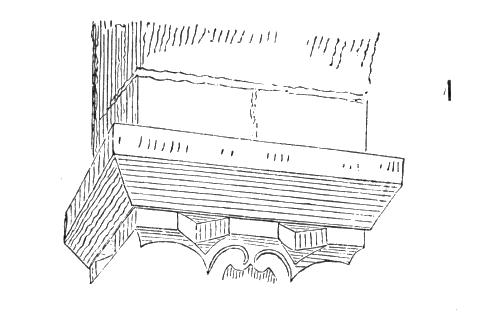
Ilustração de um ábaco românico primitivo por Viollet-le-Duc.

O termo ábaco (do grego abax que significa prancha, e do latim abacus) refere-se em arquitectura ao elemento sobre o capitel de uma coluna onde apoia a arquitrave ou de onde parte um arco. Este elemento é geralmente achatado e mais largo que o capitel, pois a sua função principal é servir de base de apoio ao peso exercido pelo elemento superior.

## Na Antiguidade Clássica

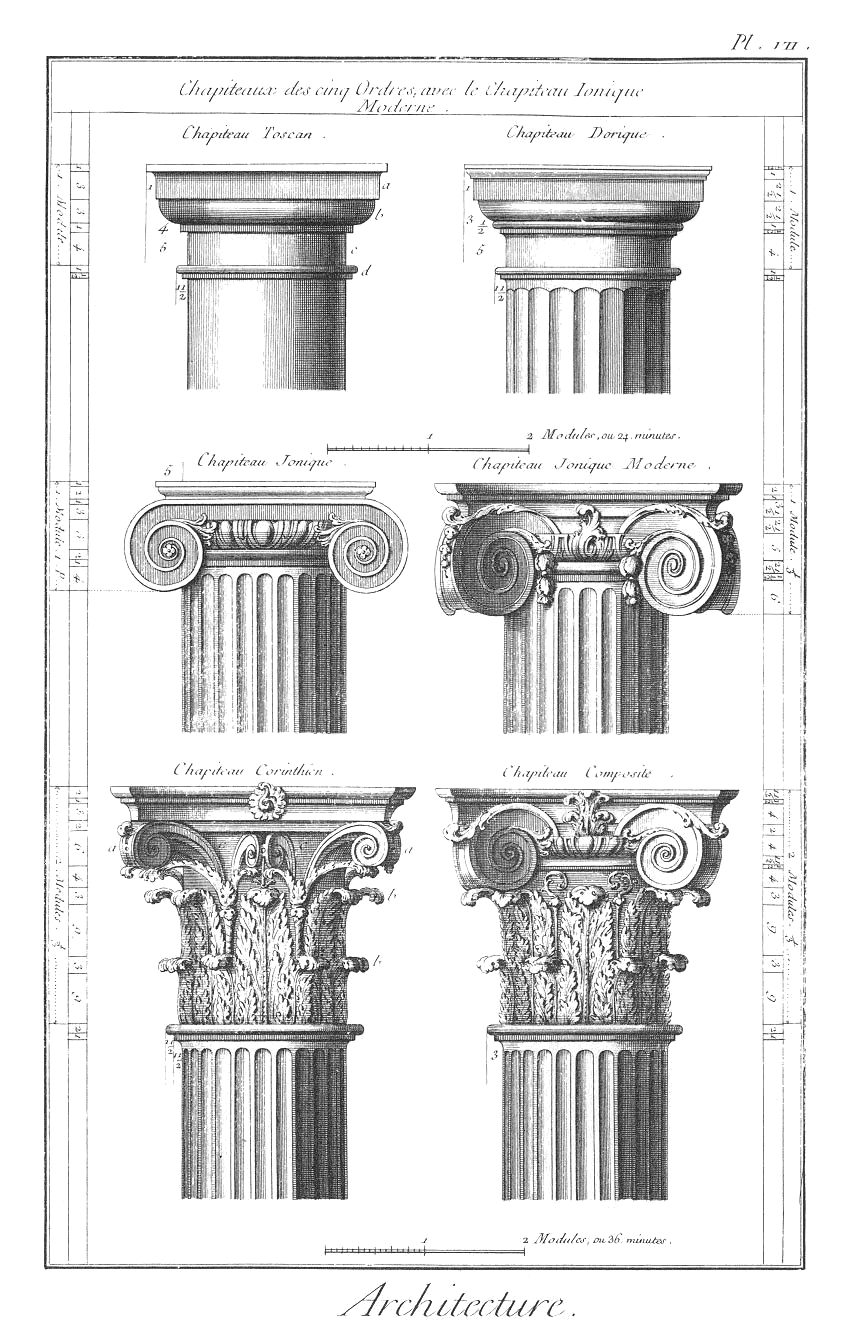
De cima para baixo, da esquerda para a direita: ordem toscana, ordem dórica, ordem jónica, ordem jónica moderna, ordem coríntia, ordem compósita.

Na arquitectura da Antiguidade Clássica (grega e romana) a forma deste elemento varia consoante a ordem arquitectónica em que se insere.
Na ordem dórica (imagem superior do lado direito) o ábaco é sempre uma placa espessa de planta rectangular e faces planas (paralelas ao fuste da coluna). Em colunas proto-dóricas (anteriores) o ábaco chega mesmo a substituir por completo o capitel.
No tipo de capitel derivado da ordem dórica, o toscano (imagem superior do lado esquerdo), já são possíveis modulações nos bordos (ligeira curvatura). No capitel dórico com équino decorado, presente na época romana, os lados do ábaco também podem receber decoração.
Na ordem jónica (imagem central do lado esquerdo) o ábaco assume uma forma mais subtil com o bordo inferior modelado, e pode ser revestido com elementos decorativos. Conserva, inicialmente, uma planta rectangular devido ao aumento da largura do capitel. Em capiteis posteriores a placa reduz em espessura, mas permanece rectangular, excepto quando existem volutas dispostas em ângulo, onde o ábaco se torna ligeiramente curvo em planta (revivalismo da ordem jónica - imagem central do lado direito). 

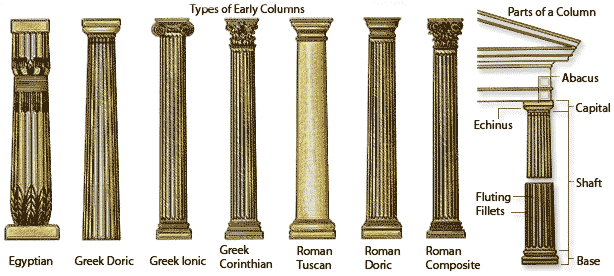
Seções individuais da coluna e como construídos pelas antigas egípcios, gregos e romanos.

Na ordem coríntia (imagem inferior do lado esquerdo) o ábaco apresenta uma planta quadrangular com os lados côncavos e modulações nos bordos com arestas arredondadas (embora se encontrem também exemplos com arestas vivas). Em cada uma das quatro faces laterais é colocada ao centro um elemento circular decorativo, a flor do ábaco.
Na ordem compósita (imagem inferior do lado direito) as volutas do capitel jónico são sobrepostas por um ábaco coríntio. Em geral, o revivalismo das ordem clássicas é caracterizado por um ábaco com os cantos chanfrados, apresentando uma ligeira convexidade nas faces.

## Na Idade Média
Pela introdução constante do arco na arquitectura na Idade Média, o ábaco torna-se novamente um elemento robusto de apoio, podendo mesmo ser fundido com o elemento que faz a separação entre o final da coluna e o início do arco, a imposta. Na arquitectura paleocristã e bizantina o ábaco é muitas vezes substituído por este elemento, sendo também possível que, durante a Idade Média, o ábaco seja simplesmente omitido sem haver elemento de substituição.
Na arquitectura românica o ábaco sobrevive como uma placa visualmente pesada, de faces lisas, em forma de tronco de pirâmide invertida, ou com bordos modulados e decorados (imagens 1 e 2), estilo que se evidenciará sobretudo em França do século XII (Île-de-France, Normandia, Champagne, e Burgúndia).
Na arquitectura gótica a forma do ábaco varia consoante a forma da abóbada que cresce a partir dele. No gótico inglês é introduzido um ábaco circular de perfis modulados, assemelhando-se a vários cilindros achatados sobrepostos (imagem 3), que se traduzem num contraste vincado entre volume e cavidade. O ábaco transforma-se, nos séculos XIV e XV, e após perder progressivamente importância, num elemento poligonal (octogonal) composto por finos perfis (imagem 4).
A partir do Renascimento são reavivadas as ordens arquitectónicas da Antiguidade Clássica, surgindo a compósita, com um ábaco mais ou menos complexo consoante o estilo. Na actualidade o ábaco é geralmente suprimido.

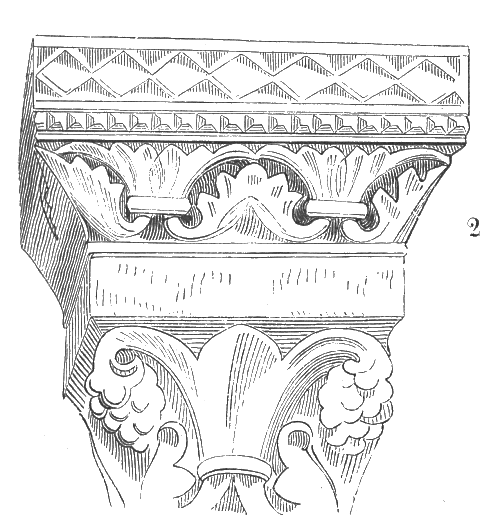
1. Ábaco românico do século XII. Decoração com ornamentos simples.
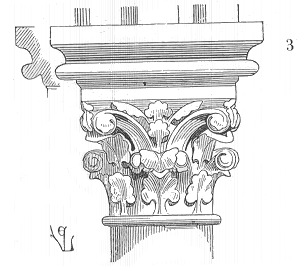
2. Ábaco românico com faces laterais em jogo de volumes.
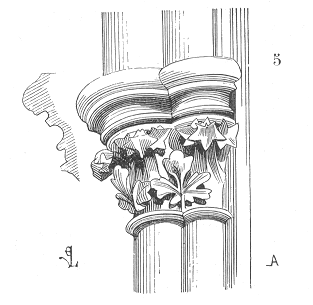
3. Ábaco circular românico do século XIII, Catedral de Notre-Dame.
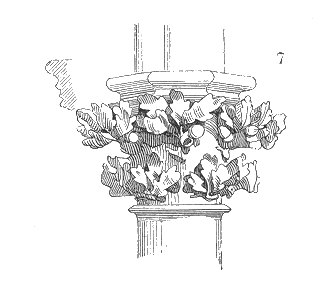
4. Ábaco gótico facetado do século XV.